# Кьерсгор, Пиа
Пиа Мерете Кьерсгор (дат. Pia Merete Kjærsgaard, род. 23 февраля 1947, Копенгаген) — датский политический деятель, член Датской народной партии. Депутат фолькетинга (датского парламента) с 10 января 1984 года. В прошлом — спикер фолькетинга (2015—2019), сооснователь и первый председатель Датской народной партии (1995—2012), политический лидер Партии прогресса (1985—1994). Известна проведением политики ограничения иммиграции в страну.

## Биография
Родилась 23 февраля 1947 года в Копенгагене, дочь торговца красками Пола Кьерсгора (Poul Kjærsgaard) и домохозяйки Инге Мунк Йенсен (Inge Munch Jensen).
В 1963 году окончила народную школу, в 1965 году — коммерческое училище Копенгагена (ныне колледж бизнеса Нильс Брок).
В 1963—1967 годах — офисный работник в сфере страхования и рекламы, в 1978—1984 годах — сиделка (ухаживала за больными на дому). 
Впервые избрана депутатом парламента по итогам парламентских выборов 1984 года в избирательном округе Копенгаген от Партии прогресса. В 1987 году переизбрана в округе Фюн.
С 1985 по 1994 год — политический лидер Партии прогресса. В 1995 году стала одним из основателей Датской народной партии (ДНП), с 1995 по 2012 год — председатель Датской народной партии. По итогам парламентских выборов 1998 года ДНП получила 13 мест в парламенте, в 2001 году — 22 места и стала партнёром нового либерально-консервативного правительства Андерса Фога Расмуссена, в 2005 году — 24 места, в 2007 году — 25 мест, в 2011 году — 22 места. По результатам исследований Копенгагенского университета и Высшей школы экономики Копенгагена, проведённых в сентябре 2007 года, Пиа Кьерсгор была признана самым харизматичным лидером среди избирателей. 
Ядро идеологической программы ДНП — борьба с иммиграцией и лозунг «Дания для датчан». Во время карикатурного скандала (2005—2006) Пиа Кьерсгор признала художника Курта Вестергора «национальным героем Дании». В ходе предвыборной кампании 2007 года ДНП задействовала тему карикатур на пророка Мухаммеда. Изображение пророка Мухаммеда, взятое из памфлета Александра Росса 1683 года, использовалось на агитационном плакате ДНП, что публично осудил Верховный муфтий Иерусалима, шейх Хусейн. Пие Кьерсгор угрожали «Бригады мучеников аль-Аксы», премьер-министр Андерс Фог Расмуссен заявил, что Пие Кьерсгор будет предоставлена охрана.
В 1995 году переизбрана депутатом парламента в округе Фюн от Датской народной партии, в 1998 году — в округе Копенгаген, в 2007 году — в округе Зеландия, в 2015 году — в округе Копенгаген. Заместитель председателя комитета иммиграции и интеграции с 2019 года.
Член президиума фолькетинга с 2 октября 2012 года. С 3 июля 2015 года по 20 июня 2019 года — спикер фолькетинга. Ушла в отставку после поражения ДНП на парламентских выборах 2019 года.
Делегат на Генеральной Ассамблее ООН в Нью-Йорке в 1995, 2000, 2003, 2006, 2011, 2012 годах.

## Публикации
Написала книгу  «- но перспективы хорошие… среднесрочные воспоминания» (- men udsigten er god… midtvejserindringer, 1998) и автобиографию «Потому что мне пришлось» (Fordi jeg var nødt til det), вместе с журналисткой Йетте Мейер Карлсен (Jette Meier Carlsen, 2013). Соавтор книги «Поэт и председатель партии» (Digteren og partiformanden, 2006) с Хенриком Нордбрандтом. Редактор серии книг «Рождество в правительстве» (Jul på Borgen II—VII), в которых люди рассказывают о своих рождественских воспоминаниях и традициях, с 2012 года.

## Награды
Награждена орденом Данеброга первых четырёх степеней (1994, 2002, 2014, 2018), с 2018 года — командор 1-го класса.

## Личная жизнь
С 1967 года замужем за государственным аудитором Хенриком Торупом (род. 1946).